# Albert von Mutius
Albert von Mutius (* 6. August 1942 in Swinemünde) ist ein deutscher Rechtswissenschaftler. Er war Inhaber des Lehrstuhls für Öffentliches Recht und Verwaltungswissenschaften an der Christian-Albrechts-Universität Kiel.

## Herkunft
Seine Vorfahren stammen aus Niederösterreich. Seine Eltern waren der Korvettenkapitän Theodor von Mutius und Tyra von Grumbkow, Tochter der des Kapitäns zur See Eberhard von Grumbkow und der Regina von Schumann. Der Generalleutnant Albert von Mutius war sein Großvater. Gerta Scharffenorth, geb. von Mutius, war seine Tante. Der Theologe Albrecht von Mutius war sein Onkel.

## Leben
Mutius studierte von 1962 bis 1966 Rechtswissenschaft, Soziologie und Volkswirtschaftslehre an der Universität Kiel. 1966 legte er das erste juristische Staatsexamen ab, 1969 promovierte er in Kiel mit dem Thema Das Widerspruchsverfahren der VwGO als Verwaltungsverfahren und Prozeßvoraussetzung zum Dr. jur. 1970 legte er dann in Hamburg das zweite juristische Staatsexamen ab und sammelte praktische Erfahrungen in der Kommunalverwaltung. Darüber hinaus war er bis 1974 als wissenschaftlicher Assistent am kommunalwissenschaftlichen Institut der Universität Münster tätig. 1974 habilitierte von Mutius in den Fächern Öffentliches Recht und Verwaltungslehre. Es folgte eine Lehrtätigkeit an der Universität Münster, 1975 dann Lehrstuhlvertretungen an den Universitäten Bochum, Bonn und Mainz folgten. 1976 erhielt er einen Ruf an den Lehrstuhl für Öffentliches Recht und Verwaltungslehre an der Universität Mainz. Seit 1979 ist er an der Universität Kiel tätig. Dort war er bis 2004 auch geschäftsführendes Vorstandsmitglied des Lorenz-von-Stein-Instituts für Verwaltungswissenschaften. Mit Ablauf des Sommersemesters 2007 wurde er emeritiert.

## Veröffentlichungen (Auswahl)
- Das Widerspruchsverfahren der VwGO als Verwaltungsverfahren und Prozeßvoraussetzung (= Schriften zum öffentlichen Recht, Bd. 101). Duncker & Humblot, Berlin 1969 (= Dissertation an der Universität Kiel).
- (mit Hans-Joachim Driehaus u. Wilhelm Hinsen): Grundprobleme des kommunalen Beitragsrechts (=Schriften zum deutschen Kommunalrecht, Bd. 17). Reckinger, Siegburg 1978, ISBN 3-7922-0047-3.
- (mit Hermann Hill): Die Behandlung fehlerhafter Bebauungspläne durch die Gemeinden (= Schriften zum deutschen Kommunalrecht, Bd. 28). Reckinger, Siegburg 1983, ISBN 3-7922-0191-7.
- (mit Dieter Grimm): Kulturauftrag im staatlichen Gemeinwesen. De Gruyter, Berlin 1984, ISBN 3-11-010026-6.
- (mit Hans-Günter Henneke): Kommunale Finanzausstattung und Verfassungsrecht (= Schriften zum deutschen Kommunalrecht, Bd. 29). Reckinger, Siegburg 1985, ISBN 3-7922-0192-5.
- (mit Olaf Dreher): Reform der Kreisfinanzen. Verfassungsrechtliche Determinanten eigener Steuereinnahmen für die Kreise (= Kommunalrecht – Kommunalverwaltung, Bd. 2). Nomos, Baden-Baden 1990, ISBN 3-7890-1944-5.G
- (Hrsg.): Verfassungs- und Verwaltungsrecht in Schleswig-Holstein. Vorschriften des öffentlichen Rechts des Landes Schleswig-Holstein mit Sachverzeichnis. 10. Aufl. Mühlau, Kiel 1993, ISBN 3-87559-072-4.
- (mit Horst Wuttke u. Peter Hübner): Kommentar zur Landesverfassung Schleswig-Holstein (= Kommentiertes Landesrecht, Bd. 1). Mühlau, Kiel 1995, ISBN 3-87559-075-9.
- Kommunalrecht. Ein Lehr- und Lernbuch anhand von Fällen (= Schriftenreihe der Juristischen Schulung, Bd. 130). Beck, München 1996, ISBN 3-406-39844-8.
- (Mithrsg.): Staats- und Verwaltungsrecht für Schleswig-Holstein. Nomos, Baden-Baden 2002, ISBN 3-7890-7786-0.

Festschrift
- Hans-Uwe Erichsen (Hrsg.): Lebensraum Hochschule. Grundfragen einer sozial definierten Bildungspolitik. Festschrift für Albert von Mutius, aus Anlass des 70. Geburtstags. Reckinger, Siegburg 2012, ISBN 978-3-7922-0129-9.

## Genealogie
- Hans Friedrich von Ehrenkrook, Friedrich Wilhelm Euler, Walter von Hueck: Genealogisches Handbuch des Adels. Adelige Häuser B (Briefadel) 1956, Band II, Band 12 der Gesamtreihe GHdA, Hrsg. Deutsches Adelsarchiv, C. A. Starke, Glücksburg (Ostsee) 1956, ISSN 0435-2408, S. 255 f.